# 沸点上昇
沸点上昇（ふってんじょうしょう、英:elevation of boiling point）とは、不揮発性の溶質を溶媒に溶解させると蒸気圧降下が起こり、溶液の沸点が上昇することである。不揮発性の溶質を溶解させた希薄溶液は溶質の種類に関係なく，溶質の粒子数に比例するという束一的性質をもち、沸点上昇度ΔT は溶質の種類にかかわらず溶質の重量モル濃度m に比例する。
{\displaystyle \Delta T=K_{\mathrm {b} }m}
ここで Kb は沸点上昇定数で
{\displaystyle K_{b}={\frac {MRT_{\mathrm {b} }^{2}}{\Delta H_{b}}}}
- M：溶媒のモル質量
- R：気体定数
- Tb：純溶媒の沸点
- ΔHb：標準蒸発エンタルピー

である。ただし溶質が解離および会合していないという仮定の下で成立する式であり、イオンに解離する場合は解離により生じる全粒子数を考慮した濃度を用いなければならない。ファントホッフの因子を導入して補正する。